# Пятышев, Роман Валентинович
Роман Валентинович Пятышев (4 октября 1910, станция «Лев Толстой» Рязанско-Уральской железной дороги — 1992) — советский авиаконструктор, кандидат технических наук, разработчик аэростатов и дирижаблей.

## Факты из биографии
По окончании школы в 1928 году поступил на физико-математический факультет в Московский госуниверситет; в январе 1930 года перешёл на аэромеханический факультет МВПУ. В апреле 1932 года закончил дирижаблестроительный факультет МАИ по специальности «Конструкция дирижаблей» и получил звание инженера-аэромеханика. В мае того же года занял должность инженера-конструктора на заводе №207 и приступил к работе в Конструкторском отделе.
С 1932 по 1940 год преподавал в Московской воздухоплавательной школе и Дирижаблестроительном институте Гражданского воздушного флота. С 1942 по 1957 год работал в Центральном аэрогидродинамическом институте (ЦАГИ), в 1951 году получил степень кандидата технических наук. Затем в период с 1957 по 1974 продолжил трудовую деятельность в Долгопрудненском КБ автоматики, причём с 1967 года — на должности заместителя главного конструктора.
Занимался проектами полумягких дирижаблей, субстратостатов и стратостатов различного назначения, свободных и привязных аэростатов, в том числе — моторизованного аэростата МАН-1400. Несколько типов его аэростатов и субстратостатов были приняты на эксплуатацию Гражданским воздушным флотом и ЦАО Гидрометеослужбы. До 1946 года он приложил руку к созданию оболочeк для всех строившихся в СССР моделей дирижаблей. Им был отработан ряд способов проверки баллонных материалов и конструкций, создан метод полунатурных испытаний высотных аэростатов и методика расчёта на прочность каркасированных плёночных оболочек для стратостатов. Помимо этого, за время работы в ЦАГИ им был опубликован ряд научных исследований по проектированию полумягких и полужестких дирижаблей и по аэродинамическим особенностям привязных аэростатов. Внёс существенный вклад в создание оболочек для стратостата «Волга» (объём до 72,9 тысяч кубических метров), который в 1962 году совершил полёт на высоте 25 458 м, и для стратостата с телескопом (объём до 107 тысяч кубических метров), на котором с 1966 года проводились систематические полёты в стратосфере на высотах 20 км.

## Награды
- Орден Красной Звезды (ноябрь 1945 года)[1][2][3],
- медаль «За доблестный труд в Великой Отечественной войне» (июнь 1946 года)[3],
- медаль «В память 800-летия Москвы» (апрель 1948 года)[3].